# Franz Ehrenreich von Trauttmannsdorff
Franz Ehrenreich von Trauttmannsdorff (Totzenbach, 21 gennaio 1662 – Haspelwald, 8 marzo 1719) è stato un diplomatico e nobile austriaco.

## Biografia
Franz Ehrenreich von Trauttmannsdorff era membro di una famiglia nobile della Bassa Austria. Era figlio del conte Adam Maximilian von Trauttmannsdorff (1621-1670) e della sua seconda moglie, la contessa Regina Katharina von Windisch-Graetz (1626-1701). Suo fratello Siegmund Joachim von Trauttmansdorff (1641-1706), fu feldmaresciallo imperiale.
Franz Ehrenreich iniziò la propria carriera come consigliere del tribunale civile dell'Austria, divenendo poi vicepresidente ed ambasciatore per conto del governo imperiale a Baden.
Nel giugno 1701 prese a frequentare Plazidus Zurlauben, abate del monastero benedettino di Muri, presenziando alla sua cerimonia di investitura come rappresentante per conto dell'imperatore Leopoldo I.
Negli anni dal 1701 al 1705 mantenne un'intensa corrispondenza anche con il medico zurighese Johann Jakob Scheuchzer, su consiglio del quale avviò una collezione di minerali e rocce che divenne particolarmente nota all'epoca; nel 1702 il medico gli dedicò anche il testo Specimen lithografiae helveticae, illustrando i fossili presenti nel territorio svizzero dove per l'appunto il Trauttmannsdorff era stato legato imperiale per illustrare il punto di partenza della sua teoria sulle inondazioni che formulerà in seguito in altri testi. Ebbe rapporti amichevoli anche con Karl Nicolaus Lange, un altro medico e scienziato naturalista svizzero che gli dedicò la sua Historia Lapidum figuratorum Helvetiae. Durante il suo soggiorno a Baden, Franz Ehrenreich von Trauttmannsdorff scambiò inoltre diverse opinioni in campo cartografico con l'allora nunzio apostolico della Santa Sede, il cardinale Domenico Silvio Passionei.
Nella guerra di successione spagnola dal 1701 al 1714 tentò di vincere la storica neutralità della Svizzera nel conflitto, ma ebbe meno successo del suo avversario francese Roger Brulart de Puysieux (1640-1719), il quale riuscì più volte a procurarsi truppe mercenarie per Luigi XIV. Nel 1702 Franz Ehrenreich von Trauttmannsdorff riuscì comunque a obbligare contrattualmente il reggimento di Erlach a combattere per l'Austria.
Nel 1703 tentò di mediare nelle trattative con Christoph Hochreutiner in una disputa contro il Cantone San Gallo.
Dal 1704 fu anche, dopo l'incoronazione di Carlo III a Madrid, fu inviato della corte asburgica presso quella spagnola.
Al tempo delle battaglie tra il principe-abate Leodegar Bürgisser di San Gallo contro i riformati nel 1709 e nel 1710, a nome dell'imperatore Giuseppe I del Sacro Romano Impero sollevò delle obiezioni sul possesso da parte del prelato svizzero dei castelli di Yberg, Schwarzenbach e Lüthyspurg. Dopo essersi schierato con il principe abate, ad ogni modo, non fu in grado di impedire lo scoppio della seconda guerra di Villmerger nel 1712. Prima che il Baden fosse conquistato da Berna e da Zurigo coalizzate insieme, riuscì a fuggire a Waldshut, nell'Alta Austria.
Il suo fallimento lo privò dell'onore sperato di prendere parte come diplomatico al congresso di pace che si tenne a Baden nel 1714 come plenipotenziario di Carlo VI e venne proprio da quest'ultimo richiamato a Vienna nel 1715.
Trauttmannsdorff fu uno degli ardenti ammiratori di san Giovanni Nepomuceno, venerato in Boemia, ma non in Svizzera e fu attivamente coinvolto nella diffusione del suo culto nella Confederazione Elvetica e nella regione della Svevia; donò ad esempio la statua che ancora oggi si trova davanti alla chiesa di Santo Stefano a Costanza e quella eretta presso il ponte sul Limmat a Baden nel 1707.
Alla sua morte, la biblioteca di Franz Ehrenreich di Trauttmannsdorff contava più di 8000 volumi a stampa, oltre 500 manoscritti e centinaia di mappe ed era una tra le più ampie biblioteche della monarchia asburgica tra XVII e XVIII secolo.

### Matrimonio e figli
Nel 1688 sposò sua cugina Maximiliane Christine († 1730), figlia di Georg Sigismund von Trauttmansdorff-Weinsberg (1638-1702). Insieme ebbero i seguenti figli:
- Max Joseph Ehrenreich († 1760)
- Maria Cajetana (21 maggio 1697 - 6 ottobre 1764), sposò Rudolf III von Wurmbrand-Stuppach (1682–1731).